# Груша Анатолій Микитович
Груша Анатолій Микитович (нар.10 вересня 1939, Дзензелівка — †10 травня 2003, Чернігів) — невропатолог, заслужений лікар Української РСР, доктор медичних наук, академік Української академії національного наукового прогресу (УАННП), головний лікар Чернігівської обласної лікарні (1974-2003).

## Біографія
Анатолій Микитович народився 10 вересня 1939 року в селі Дзензелівка, Маньківського району, Черкаської області. Народився і ріс у сім'ї селян-колгоспників. Груша Микита Іванович, його батько, працював у власному сільському господарстві, а після колективізації — в колгоспі. Батько Анатолія Микитовича був нагороджений Орденом Леніна в 1951 році за високі урожаї зернових. Мати — Груша Марфа Семенівна.
З 1941 по 1955 Груша Анатолій Микитович навчається в Дзензелівській середній школі. Де починає цікавитися технікою й інженерією. Але матеріальне становище сім'ї не давало змогу навчати одразу двох студентів — Анатолія Микитовича і його брата Василя. Тому брати вирішили, що разом зможуть допомагати один одному і в 1955 році вступають до Станіславського медичного інституту. Який Анатолій Микитович успішно закінчує у 1961 році. Після випуску захоплюється необмеженими можливостями людини, особливо гіпнозом, і навіть проводить лекції на цю тему перед аудиторією. Одразу після навчання отримав роботу лікаря-невропатолога в Маньківській районній лікарні Черкаської області.
Ще під час навчання, у 1960, одружується на Зворотні Людмилі Семенівні. Дружина народила Анатолію Микитовичу двох дітей: доньку Ларису 1962 і сина Валерія 1970 року народження.
Анатолій Микитович з 1965 по 1967 навчається в клінічній ординатурі на кафедрі неврології № 2 Київського інституту удосконалення лікарів. Закінчивши ординатуру, починає працювати завідувачем неврологічного відділення Чернігівської обласної лікарні і одночасно обласним невропатологом з 14 вересня 1967 року.
З 22 квітня 1974 і аж до самої смерті займає посаду головного лікаря Чернігівської обласної лікарні.
У червні 1982 році захищає кандидатьську дисертацію, яку пише с допомогою професора Олександра Романовича Вінницького, на тему: «Артеріальний тиск у хворих з неврозоподібними станами» і йому присуджується ступінь кандидата медичних наук.
В травні 1991 року Груші Анатолію Микитовичу присуджується звання «Заслужений лікар Української РСР».
В грудні 1995 року отримує ступінь доктора медичних наук, після написання докторської дисертації на тему: «Наукове обґрунтування нових технологій процесу управління системою. Обласна лікарня — регіональна охорона здоров'я та його інформаційного забезпечення».
У вересні 1998 року присвоюється звання дійсного члена Української академії наук національного прогресу (академіка).
13 вересня 1999 року нагороджується відзнакою Президента України — орденом «За заслуги» III ступеня.
За сумісництвом Груша Анатолій Микитович був професором кафедри валеології Чернігівського педагогічного університету ім. Т. Г. Шевченка.
Поруч з науково-педагогічною і практичною діяльністю Груша Анатолій Микитович був громадським діячем: депутатом Деснянської районної ради м. Чернігова 1975-1978 роки; депутат міської ради м. Чернігова 1979–1982 роки; депутат Чернігівської обласної ради, голова постійної комісії обласної Ради з питань охорони здоров'я, екології та ліквідації наслідків аварії на ЧАЕС двох скликань 1994-2002. Член Президії обласної Ради двох скликань 1994–2002. Делегат 2-го всесоюзного з'їзду лікарів 1988 р.; делегат 28 з'їзду КПРС. (Перебував членом КПРС з 1966 по 1991 рр.). За кордоном у складі делегацій був присутній: у Румунії — 1977 р., США — 1991 р., Польщі — 1997 р., Німеччині — 1997 р.
Груша Анатолій Микитович помер від тяжкої серцевої хвороби 10 травня 2003 у Чернігові, де й був похований.

## Творчий доробок
Завдяки Анатолію Микитовичу була розбудована Чернігівська обласна лікарня. Першим був побудований терапевтичний корпус із дев'ятьма відділеннями. Наступними були побудовані: поліклініка на 375 відвідувань, два корпуси для інвалідів великої Вітчизняної війни на 240 ліжок, патологоанатомічне відділення з ритуальним залом та іншими службами, станція зрідженого кисню. Завдяки Анатолію Микитовичу, наказом МОЗ у 1980 році створений відділ АСУ, один із перших в Україні у Чернігівській обласній лікарні, який потім був реорганізований у відділ медичних інформаційних технологій та національного реєстру. Завдяки Анатолію Микитовичу були створені 10 спеціалізованих медичних центрів: нейрохірургічний, проктологічний, уронефрологічний, мікрохірургії ока та інші.
Покращене медичне обслуговування. На 1 січня 2003 року кількість ліжок в Чернігівській обласній лікарні становила 1000, створено 18 відділень та лікувально-діагностичних центрів, поліпшено апаратуру та обладнання.
За роки головування Анатолія Микитовича в Чернігівській обласній лікарні оздоровлено 500 тисяч хворих, підготовлено більше 1000 лікарів і 20000 середніх медичних працівників, активно впроваджувалися нові методи лікування та діагностики.
Грушею Анатолієм Микитовичем були опубліковані близько 50 наукових праць, 5 із яких — монографії, 3 із них:
- Головний лікар обласної лікарні (наукові нотатки) в двох частинах, 202 с., Чернігів 1994-1995 рр.
- Наука и искусство управления жизнью. в співавторстві, 442 с., Чернігів, 1998 р.
- З історії медицини Чернігівщини., в співавторстві, 292 с., Чернігів, 1999 р.

Ним були написані і роботи з медичного краєзнавства, наприклад «З історії медицини Чернігівщини», написана в співпраці з колишнім директором обласної наукової медичної бібліотеки Матвієм Дулею.

## Вшанування пам'яті
10 вересня 2009 року у день 70-річчя від дня народження Анатолія Микитовича була відкрита меморіальна дошка на адміністративному корпусі Чернігівської обласної лікарні.
Також ім'я Анатолія Микитовича увійшло до довідково-біографічного видання «Україна медична»(Київ, 2004).
У 2005 році була надрукована книга кількох авторів, колег Анатолія Микитовича — головного лікаря обласної лікарні, заслуженого лікаря України Миколи Романюка, заступника головного лікаря Володимира Зуба та письменника Станіслава Реп'яха «Краса вірності», де автори розкривають постать Анатолія Микитовича не тільки як науковця і лікаря, але й як людину.